# 1984年冬季残疾人奥林匹克运动会丹麦代表团
1984年冬季残疾人奥林匹克运动会丹麦代表团是丹麦派出的1984年冬季残疾人奥林匹克运动会代表团。未获得奖牌。